# 邝奕垣
鄺奕垣（？—？），字伯楨，号价藩，广东河源人，清朝政治人物，同進士出身。顺治間任聞喜縣知縣。康熙元年（1662年）任碭山縣知縣。

## 生平
清朝顺治九年（1652年），参加壬辰科殿试，登金榜，赐同进士出身第三甲第259名